# Federico Bondi
Federico Bondi (Firenze, 19 marzo 1975) è un regista, montatore e sceneggiatore italiano.

## Biografia
Si è laureato in Lettere e Filosofia presso l’Università degli Studi di Firenze. È autore e regista di spot e documentari.
Mar Nero, il suo primo lungometraggio di finzione, è in concorso internazionale nel 2008 al Festival del film Locarno dove ottiene tre premi: il Pardo d’oro alla migliore interprete femminile assegnato a Ilaria Occhini, il Premio della Giuria Ecumenica e il Premio della Giuria Giovani.
Il film esce nelle sale cinematografiche italiane nel gennaio 2009. Nomination Nastro d'argento al miglior regista esordiente nel 2009.
Nel febbraio 2015 esce al cinema il suo documentario Educazione affettiva.
Dafne (2019), il suo secondo lungometraggio di finzione, viene presentato alla 69ª Berlinale nella sezione Panorama, dove vince il Premio Fipresci (International Federation of Film Critics). Il film, nelle sale dal 21 marzo 2019, ottiene il Premio Speciale ai Nastri d’argento 2019 e viene selezionato agli EFA 2019 (European Film Awards).

## Filmografia

### Cortometraggi
- Ora d'aria (1998)

### Documentari
- Soste (2001)
- Soste Japan (2002)
- La ruta del cafè (2004)
- L'uomo planetario. L'utopia di Ernesto Balducci (2005)
- Educazione affettiva (2013)

### Lungometraggi
- Mar Nero (2008)
- Dafne (2019)
- Superluna (2023)